# Matea Jelić
Matea Jelić (født 23. december 1997) er en kroatisk taekwondoudøver.
Hun repræsenterede Kroatien under sommer-OL 2020 i Tokyo, hvor hun tog guld i 67 kg.